# Huevo del tricentenario de los Romanov
El huevo del tricentenario de los Romanov es un huevo de Pascua enjoyado fabricado bajo la supervisión del joyero ruso Peter Carl Fabergé en 1913, para el zar Nicolás II de Rusia. El huevo de Fabergé fue obsequiado por Nicolás II como regalo de Pascua a su esposa, la zarina Alejandra Fiodorovna. Actualmente se encuentra en el Museo de la Armería del Kremlin en Moscú.

## Diseño
Está fabricado en oro, plata, diamantes de talla rosa, turquesa, cristal carmesí, cristal de roca, esmalte vítreo y los retratos en pintura a la acuarela sobre marfil. Tiene 190 mm de altura y 78 mm de diámetro. El huevo celebra el tricentenario de la dinastía Romanov, los trescientos años del gobierno de los Romanov desde 1613 hasta 1913. El exterior contiene dieciocho retratos de los zares Romanov de Rusia que se sucedieron en ese tiempo. El huevo está decorado en un patrón de oro cincelado con águilas bicéfalas, así como coronas Romanov pasadas y presentes que enmarcan los retratos de los zares. Cada retrato en miniatura, pintado por el miniaturista Vassily Zuiev, está sobre marfil y bordeado por diamantes de talla rosa. El interior del huevo es de esmalte blanco opalescente. El huevo se asienta sobre un pedestal que representa el águila bicéfala imperial en oro, con las garras sosteniendo el cetro imperial, el orbe y la espada Romanov. El pedestal está sostenido por una base de cristal carmesí que representa el escudo imperial ruso.
Entre los 18 gobernantes representados se encuentran Miguel, el primero de la dinastía Romanov en 1613, así como Pedro el Grande (1682-1725), Catalina la Grande (1762-1796) y el propio Nicolás II como último zar en 1913.

## Sorpresa
La sorpresa es un globo terráqueo giratorio elaborado en esmalte azul oscuro, oro multicolor y acero. El globo retrata un hemisferio que muestra el territorio ruso bajo el zar Miguel en 1613, y en el lado opuesto el territorio ruso bajo Nicolás II en 1913. El esmalte azul oscuro colorea las áreas del océano, mientras que las masas de tierra se representan en colores dorados.

## Historia
En mayo de 1913, Nicolás II y Alejandra Fiodorovna realizaron una peregrinación reconstruyendo el viaje realizado por Miguel Romanov en su camino al trono en 1613. Las celebraciones del tricentenario en toda Rusia fueron extravagantes y contaron con la asistencia de las masas, a pesar de la impopularidad de Nicolás II desde la Revolución Rusa de 1905. Mientras viajaban por el país, Nicolás y Alejandra fueron tan bien recibidos por la gente que parecía que la opinión pública se había vuelto a su favor. Esto influyó en la perspectiva de Alejandra durante los siguientes cuatro años, cuando la monarquía comenzó a desmoronarse durante la Primera Guerra Mundial. Se negó a creer que el pueblo ruso pudiera volverse contra ellos tan rápidamente. Sin embargo, en 1917 la Revolución de Febrero conduciría a la abdicación de Nicolás y la ejecución de la familia imperial en 1918.
En 1917, el Huevo del Tricentenario de los Romanov fue confiscado por el Gobierno Provisional durante la Revolución Rusa, junto con muchos otros tesoros imperiales. Fue transportado desde el Palacio Anichkov a la Armería del Kremlin, Moscú, donde permaneció. El huevo del tricentenario de los Romanov es uno de los diez huevos de Fabergé de la colección de la Armería del Kremlin. Los otros son: Huevo de la memoria de Azov (1881), Huevo del reloj del ramo de lirios (1899), Huevo del ferrocarril transiberiano (1900), Huevo del trébol (1902), Huevo del Kremlin de Moscú (1906), Huevo del yate imperial Standart (1909), Huevo de Alejandro III a caballo (1910), Huevo del palacio de Alejandro (1908) y el Huevo militar de acero (1916).